# 罗晴涛
罗晴涛（1918年—2007年9月5日），男，安徽六安人，中华人民共和国军事人物，曾任浙江省军区政治委员，中共浙江省委常委。